# اطلس حاره‌ای

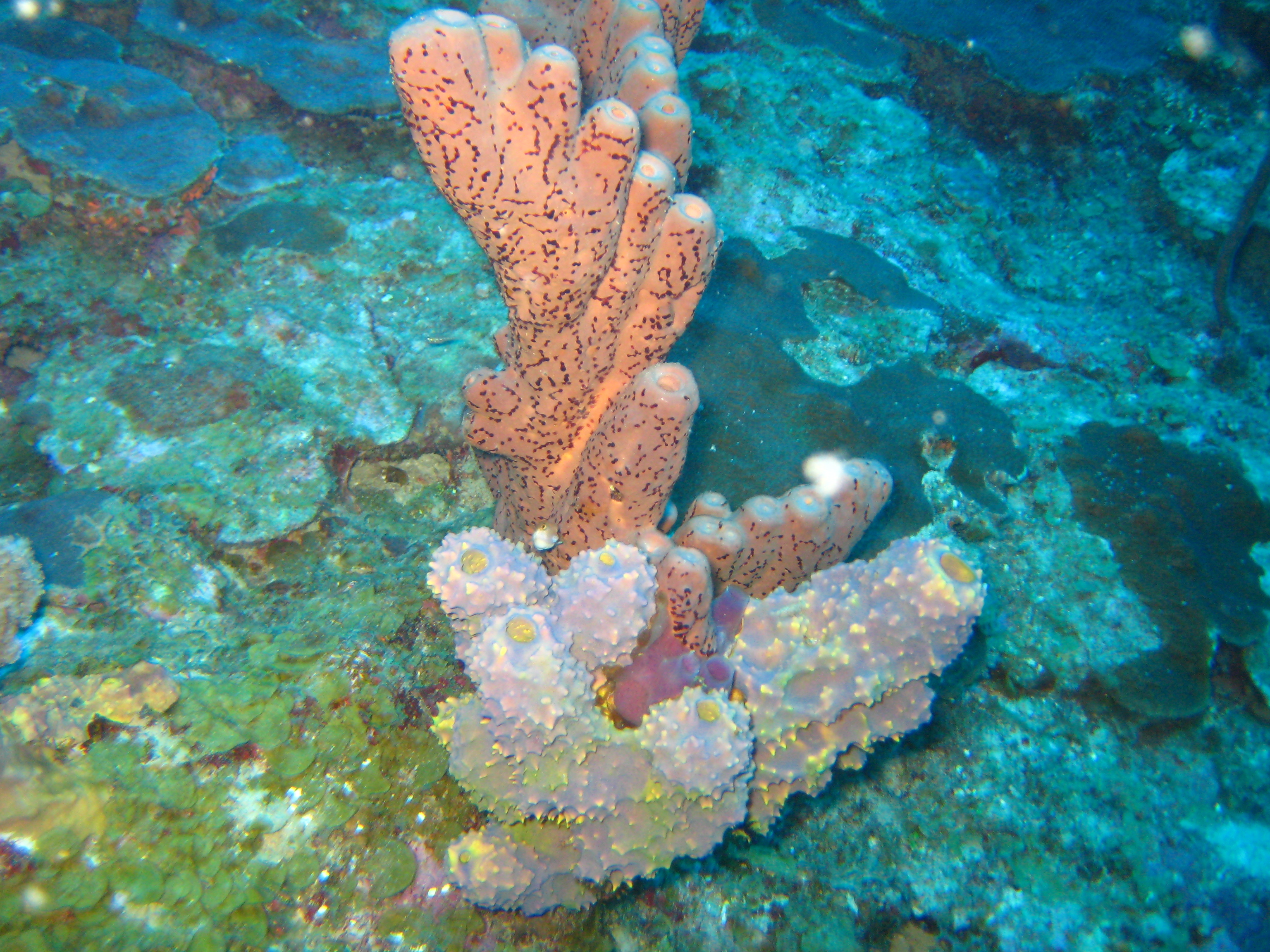
مرجان گلی در سواحل هوماکائو، پورتوریکو، پورتوریکو

قلمرو اطلس حارّه‌ای (انگلیسی: Tropical Atlantic realm) یکی از دوازده قلمرو دریایی است که دریاهای کناره‌ای و فلات قاره‌های زمین را در بر می‌گیرد. قلمرو اطلس حارّه‌ای هر دو سمت اقیانوس اطلس را می‌پوشاند. در اطلس غربی، این قلمرو از برمودا، جنوب فلوریدا و جنوب خلیج مکزیک از میان منطقه کارائیب و در راستای سواحل آمریکای جنوبی در اقیانوس اطلس به کابو فریو در ایالت ریو دو ژانیروی برزیل می‌رسد. در اطلس شرقی در راستای ساحل آفریقا از کیپ بلانکو در موریتانی تا شبه‌جزیره تیگرس در ساحل آنگولا ادامه دارد. همچنین دریاهای پیرامون جزایر سنت هلن و جزیره اسنشن نیز در محدوده این قلمرو زیست‌جغرافیایی قرار دارند.